# Шаховской, Анатолий Михайлович
Анатолий Михайлович Шаховской (1923 — ?) — советский учёный в области радиотехники, лауреат Ленинской премии (1964) и Государственной премии СССР (1982).

## Биография
Родился 19 января 1923 года в Минске.
Участник войны с мая 1944 года, радист роты связи. Награждён орденами Красной Звезды (1945) и Отечественной войны II степени (06.04.1985).
После демобилизации окончил МЭИ.
с 1954 года работал в Институте радиотехники и радиоэлектроники АН СССР (ИРЭАН): научный сотрудник, зав. лабораторией.
Кандидат технических наук (1968).
Публикации:
- З. Г. Трунова, А. М. Шаховской. Результаты радиолокации Венеры в 1961 г. // Радиотехника и электроника, 1962. No 11. С. 1860—1872.

## Звания и награды
Ленинская премия 1964 года — за радиолокационные исследования планет Венера, Меркурий и Марс.
Государственная премия СССР 1982 года — за цикл работ по созданию единой релятивистской теории движения внутренних планет Солнечной системы.